# Энтомологическое оборудование

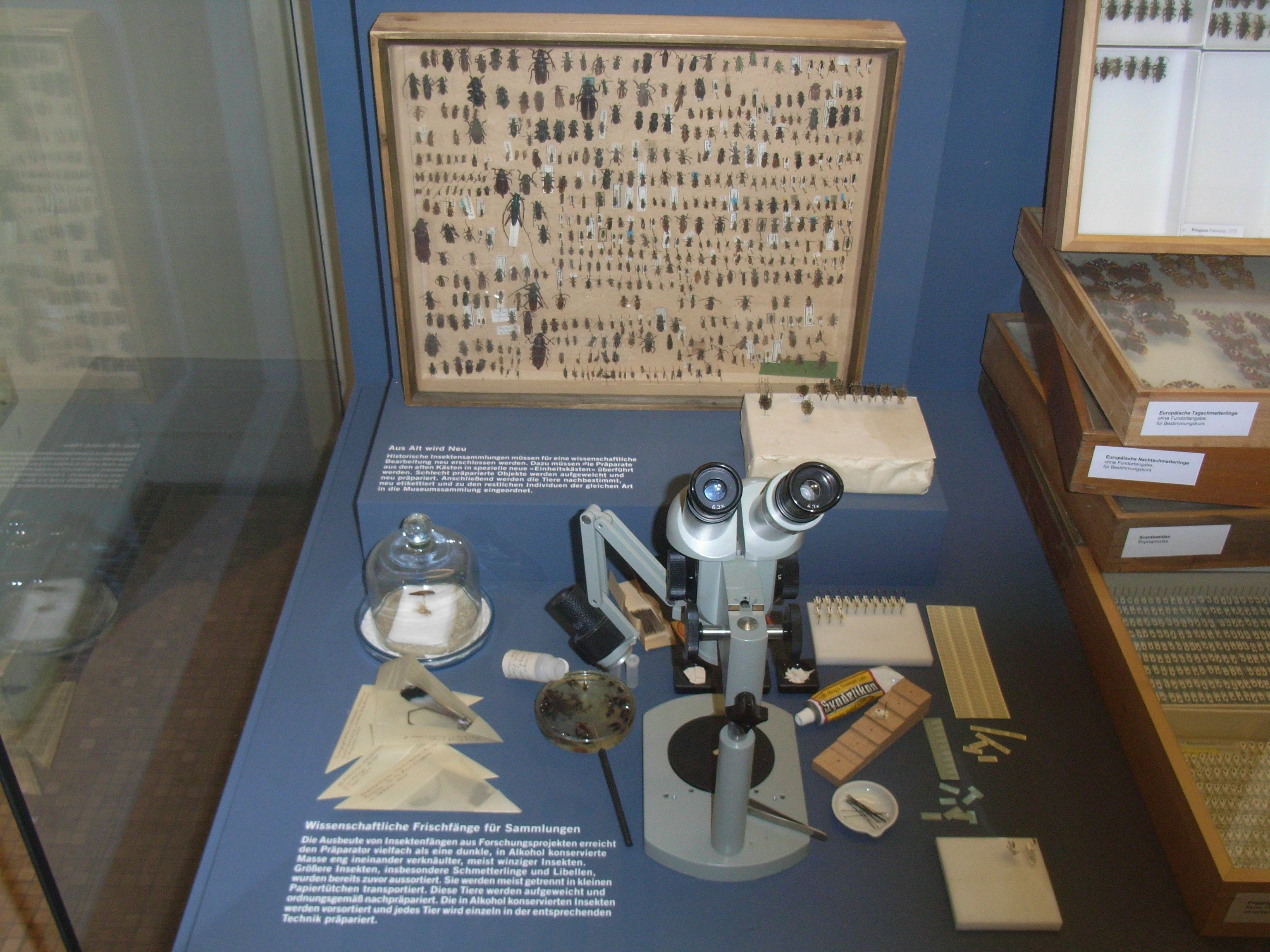
Энтомологическое оборудование

Энтомологи́ческое обору́дование — совокупность специализированных инструментов, приспособлений и устройств для сбора, подготовки и препарирования, а также хранения энтомологического материала (насекомых).

## Классификация
Всё энтомологическое оборудование можно разделить на несколько категорий:
- Полевое оборудование для сбора и временного хранения пойманных насекомых — различные энтомологические сачки (воздушный, для кошения, водный, для сбора насекомых с коры дерева и так далее), энтомологический зонт, эксгаустер, различные ловушки и конструкции для ловли насекомых (ловушка Барбера, ловушка Малеза, ловушка Мёрике, энтомологическое сито), морилки; ёмкости и конверты для насекомых, энтомологические матрацы.
- Оборудование для подготовки и препарирование энтомологического материала — расправилки, инструменты для препарирования, пинцеты, энтомологические булавки, плашки, пергаментная лента, ступенчатые блоки, микро пробирки для гениталий насекомых, клей для насекомых, увеличительные стекла и другое.
- Оборудование для хранения энтомологического материала — энтомологические коробки, энтомологические шкафы, конверты для насекомых, энтомологические матрацы.

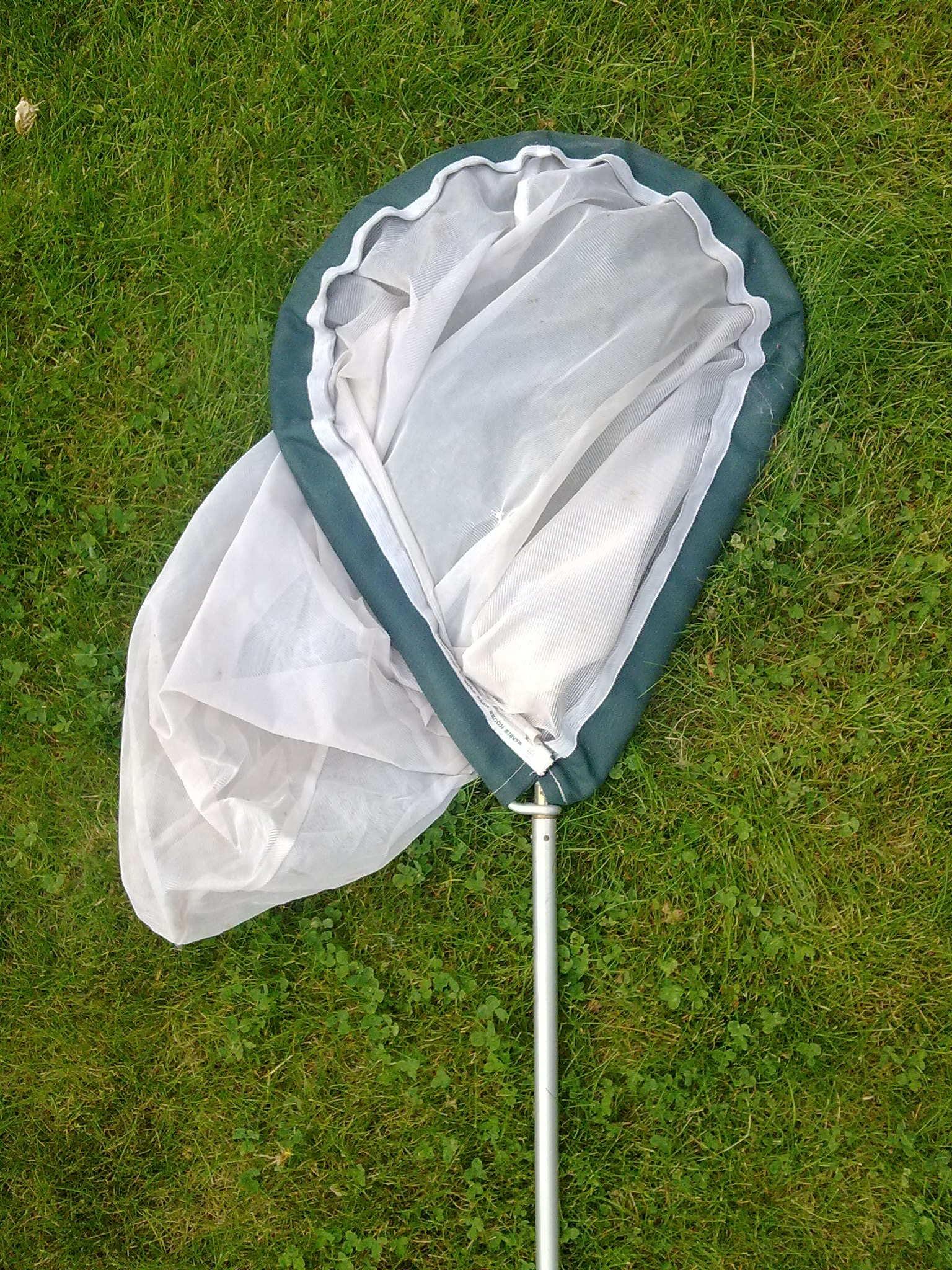
Энтомологический сачок
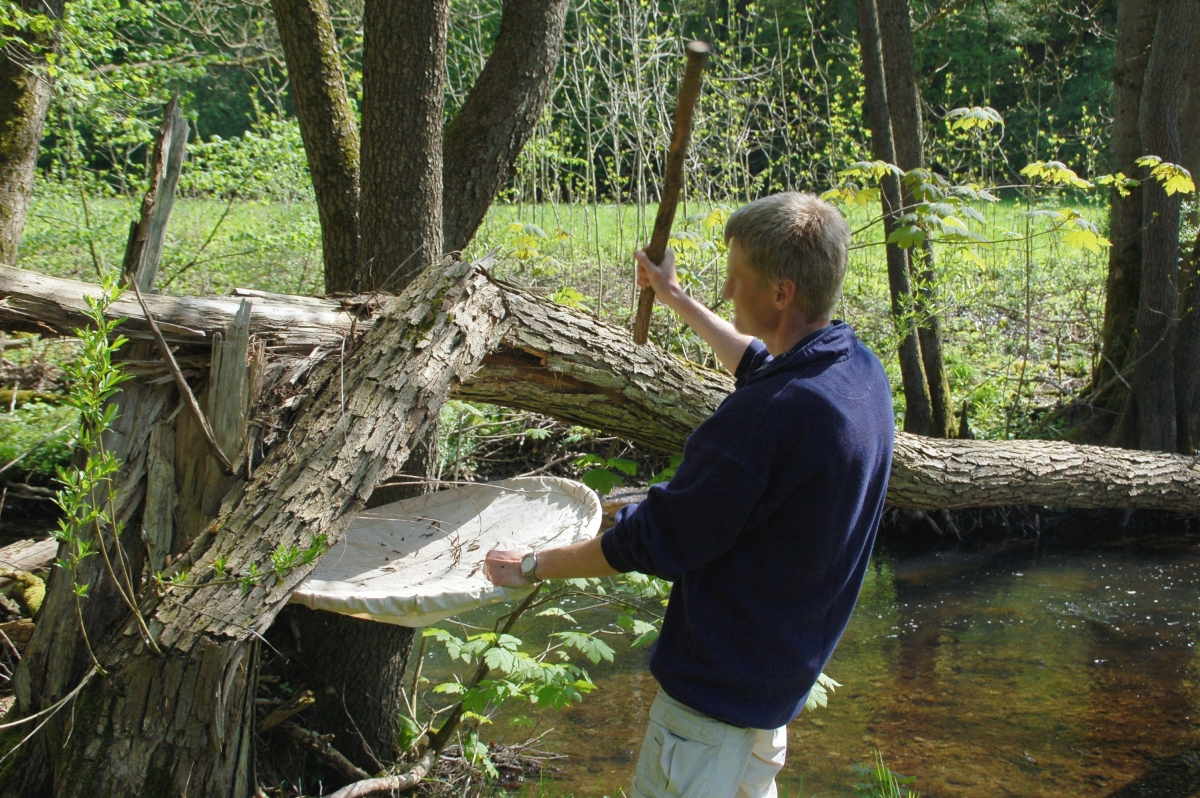
Разновидность энтомологического зонта
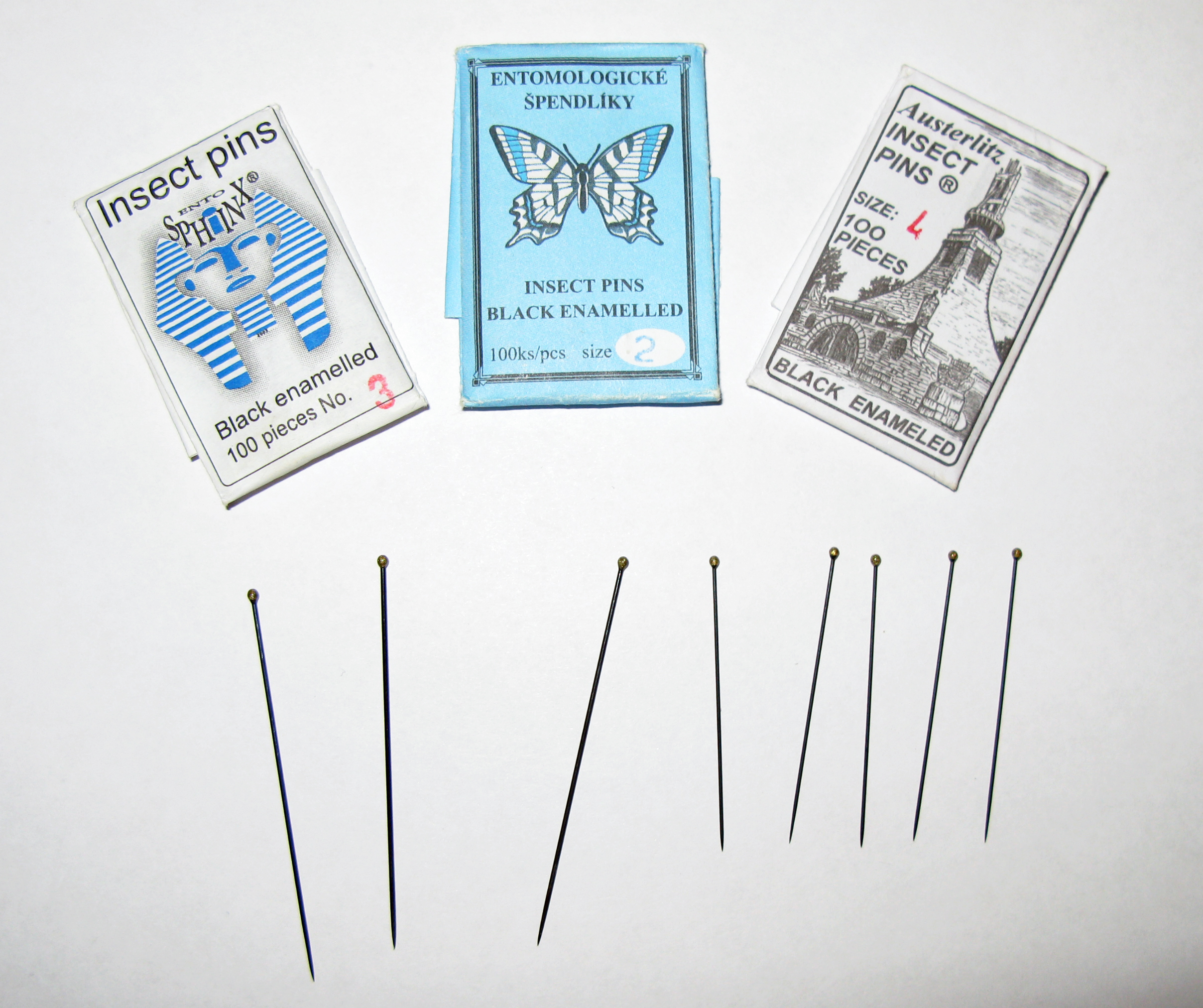
Энтомологические булавки
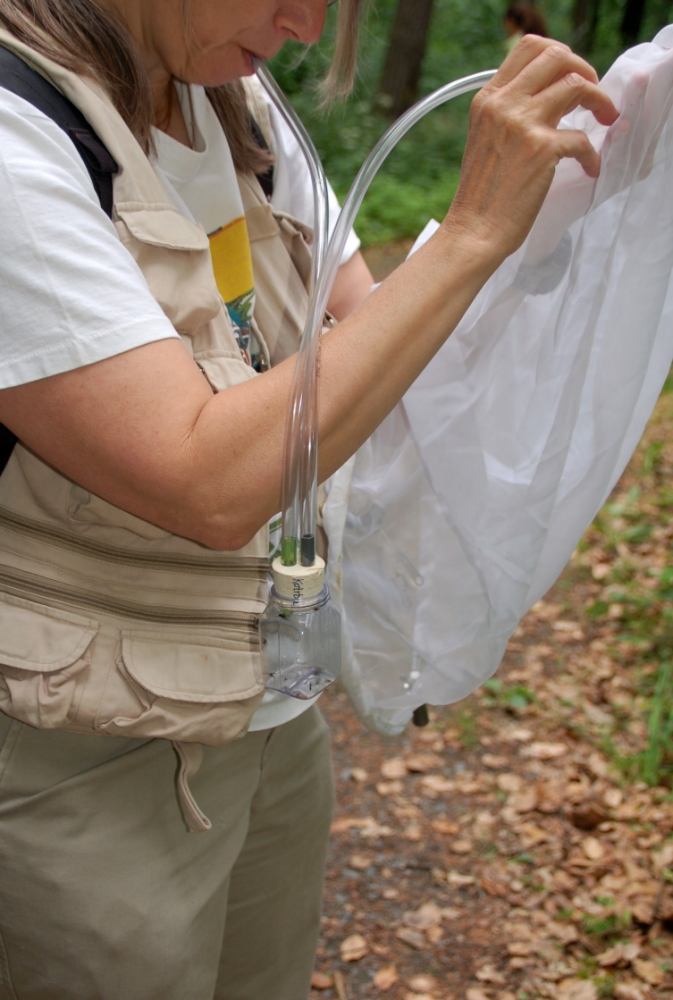
Эксгаустер